# Sint-Annen
Sint-Annen (en groningois : Sunt Anne) est un village de la commune néerlandaise de Groningue, situé dans la province de Groningue.

## Géographie
Le village est situé à 5 km à l'est de Bedum et à 12 km au nord-est de Groningue.

## Histoire
Sint-Annen faisait partie de la commune de Ten Boer avant le 1er janvier 2019, quand celle-ci a été supprimée et rattachée à Groningue.

## Démographie
Le 1er janvier 2019, le village comptait 190 habitants.